# Lucien Lupi
Pour les articles homonymes, voir Lupi.
Lucien Lupi est un artiste lyrique (baryton) et un chanteur de variétés français, né le 14 juillet 1926 à Grasse (Alpes-Maritimes) et mort le 30 mai 2005 à Paris. 

## Biographie
Lucien Lupi a été l'époux de Dany Lauri, elle aussi artiste lyrique, et le père du chanteur Lauri Lupi.

## Doublage
- Howard Keel dans :
  - 1953 : Embrasse-moi, chérie : Fred Graham 'Petruchio' (voix chantée)
  - 1954 : Les Sept Femmes de Barbe-Rousse : Adam Pontipee (voix chantée)
  - 1954 : Rose-Marie : Capt. Mike Malone (voix chantée)